# Josh Gottheimer
Joshua S. Gottheimer, detto Josh (Livingston, 8 marzo 1975), è un politico statunitense, membro della Camera dei Rappresentanti per lo stato del New Jersey.

## Biografia
Nato nel 1975, già all'età di 16 anni Gottheimer lavorò come assistente parlamentare di Frank Lautenberg, senatore del New Jersey. Gottheimer si laureò all'Università della Pennsylvania e poi alla Harvard Law School. Durante i suoi studi lavorò alla campagna elettorale per la rielezione di Bill Clinton nel 1996. Dopo la rielezione continuò a lavorare come redattore di discorsi per l'amministrazione Clinton fino al 2001. Gottheimer lavorò come consigliere anche per le campagne elettorali di Wesley Clark e di John Kerry nel 2004 e di Hillary Clinton nel 2008. Successivamente lavorò per la Ford e per la Microsoft.
Nel 2016 si candidò alla Camera dei Rappresentanti per il quinto distretto del New Jersey. Gottheimer affrontò quindi il deputato uscente repubblicano Scott Garrett, che durante la campagna elettorale si rese autore di dichiarazioni controverse come quella secondo cui il Partito Repubblicano non dovrebbe sostenere nessun candidato gay. Gottheimer venne fortemente sostenuto dal coordinatore delle campagne elettorali democratiche per il Congresso Ben R. Luján, attirando anche l'attenzione dei media per le sue strette relazioni con i Clinton. Nelle elezioni generali dell'8 novembre, riuscì a sconfiggere Garrett con il 50,5% dei voti contro il 47,2 e venne così eletto deputato.